# Seznam zápasů slovenské a kazachstánské hokejové reprezentace
Toto je seznam zápasů slovenské a kazachstánské hokejové reprezentace na MS a Zimních olympijských hrách.

## Mistrovství světa v ledním hokeji
| Datum     | Číslo | Slovensko | Výsledek | Zápas      | MS   | Místo    | Branky Slovenska                                                                                         |
| --------- | ----- | --------- | -------- | ---------- | ---- | -------- | --- |
| 10.5.2005 | 1     | Slovensko | 3:1      | osmifinále | 2005 | Vídeň    | Žigmund Pálffy • Michal Handzuš • Miroslav Šatan                                                         |
| 8.5.2006  | 2     | Slovensko | 6:0      | ZS         | 2006 | Riga     | Richard Kapuš • Tomáš Surový • Milan Bartovič • Rastislav Pavlikovský • Miroslav Kováčik • Milan Jurčina |
| 13.5.2010 | 3     | Slovensko | 5:1      | ZS         | 2010 | Kolín    | 2x Ivan Čiernik • Marek Zagrapan • Tomáš Tatar • Andrej Podkonický                                       |
| 9.5.2012  | 4     | Slovensko | 4:2      | ZS         | 2012 | Helsinky | 2x Tomáš Kopecký • Dominik Graňák • Libor Hudáček                                                        |
| 20.5.2022 | 5     | Slovensko | 4:3      | ZS         | 2022 | Helsinky | Andrej Kollar, Martin Fehérváry, Adam Liška, Juraj Slafkovský                                            |

## Zimní olympijské hry
| Datum     | Číslo | Slovensko | Výsledek | Zápas | ZOH  | Místo  | Branky Slovenska                                    |
| --------- | ----- | --------- | -------- | ----- | ---- | ------ | --------------------------------------------------- |
| 10.2.1998 | 1     | Slovensko | 3:4      | ZS    | 1998 | Nagano | Vlastimil Plavucha • Branislav Jánoš • Peter Bondra |
| 19.2.2006 | 2     | Slovensko | 2:1      | ZS    | 2006 | Turín  | Marián Hossa • Peter Bondra                         |